# HYPNOS films
HYPNOS films es una productora audiovisual española enfocada principalmente a la producción de cine, nacida en 2011 tras la concreción del proyecto Hypnos iniciado por Román Reyes en 2011.

## Cine
HYPNOS films no se limita a ficción, también toca ramas poco comerciales como es el cine experimental, videoarte, o el fashion film, centralizado hasta la fecha principalmente en la producción de cortometraje y publicidad.

## Publicidad
Algunas campañas que podemos destacar; spot oficial de turismo para la región española de Cuenca "Km de calma." dirigida por Román Reyes para destacar la provincia como destino post confinamiento covid19 en 2020.

## Videoclip
Desde 2019 toman frente en producciones de videoclip con una apuesta visual interesante como "Tu rollo" de Andrea Dawson o "Dilemas en la oscuridad" del grupo musical español Merino.

## Teatro
En 2013 comienza su vinculación con el teatro dando cobertura a la obra de teatro Píntame, de David Ramiro Rueda, representada en el "off" del Teatro Lara de Madrid.
Presente también en Teatro Lara con "Una corona para Claudia" y "El grito de la tortuga", ambas obras escritas y dirigidas por Iker Azkoitia o en Teatros Luchana con "La cicatriz" de David Ramiro Rueda.

## Distribuidora
Desde 2013 también ejerce como distribuidora de los cortometrajes que produce.